# ファン・ジョンウン
ファン・ジョンウン（黄 貞殷、1976年 -） は韓国の小説家。

## 経歴
ソウル生まれ。仁川大学校仏文科中退。作家イ・スンウォンに創作を学ぶ。京郷新聞の文学賞に投稿した短編「マザー」が入選し、文壇デビューを果たす。 「マザー」は母親に遺棄された子どもを主人公としており、著作のスタート地点からあらゆる暴力をテーマとして扱う作家であるとされる。2008年、最初の短編集『七時三十二分　象列車』を発表、その後『パ氏の入門』、『誰でもない』、『百の影』、『続けてみます』などの作品を発表している。 2010年には『百の影』で韓国日報文学賞を受賞した。
2012年『パ氏の入門』でシン・ドンヨプ文学賞を受けた。『量の未来』で第59回現代文学賞に選ばれたが受賞を辞退した 。
2014年断片「誰が」で15回イ・ヒョソク文学賞を受けた。 2015年『続けてみます』が第23回大山（テサン）文学賞を受賞した。 2017年中編『笑う男』で第11回キム・ユジョン文学賞を受賞して韓国の中堅小説家として位置づけられた。

## 作品一覧

### 長編小説
- 『百の影』 (ミヌムサ、2010)（韓国日報文学賞）
  - オ・ヨンア訳 亜紀書房 2023
- 『野蛮なアリスさん』 (ムナクトンネ、2013)
  - 斎藤真理子訳 河出書房新社 2018
- 『続けてみます』 (チャンビ、2014)
  - オ・ヨンア訳 晶文社 2020

### 中編小説
- 『笑う男』 (2017)(金裕貞文学賞）

### 連作小説
- 『ディディの傘』  (チャンビ、2019)
  - 斎藤真理子訳 亜紀書房 2020
- 『年年歳歳』  (チャンビ、2020)
  - 斎藤真理子訳 河出書房新社 2022

### 短編小説集
- 『七時三十二分　象列車』 (ムナクトンネ、2008)
- 『パー氏の入門』 (チャンビ、2012)
- 『誰でもない』 (ムナクトンネ、2016)（大山文学賞。収録の「上流には猛禽類」若い作家賞大賞）
  - 斎藤真理子訳 晶文社 2018

## 書評・記事
- 「誰でもないものになること、〈人間〉をやめること　『野蛮なアリスさん』『誰でもない』」[3]
- 「ファン・ジョンウンさん　社会を生きて、書く　韓国で注目を集める小説家」[4]
- 「韓国の現代文学 邦訳が活況 グローバル化の苦悩に共感」（2018/4/14付　日本経済新聞　朝刊）
- 傾いた船、降りられない乗客たち 目の眩んだ者たちの国家[5]